# 同相五角台塔丸塔
在几何学中，同相五角台塔丸塔是约翰逊多面体之一(J32)。就像其名字所暗示的，它可以通过把一个正五角台塔(J5)和一个正五角丸塔(J6)的十边形面合在一起来创造。把其中一个旋转36度再合在一起就可以得到一个異相五角台塔丸塔(J33)。

## 体积，表面积
棱长为a的異相雙五角台塔的表面积（A）和体积（V）:
{\displaystyle V={\frac {5}{12}}(11+5{\sqrt {5}})a^{3}\approx 9.24181...a^{3}}
{\displaystyle A=(5+{\frac {1}{4}}{\sqrt {1900+490{\sqrt {5}}+210{\sqrt {75+30{\sqrt {5}}}}}})a^{2}\approx 23.5385...a^{2}}